# Preview – Das Kinomagazin
Preview – Das Kinomagazin ist eine wöchentliche Kinosendung, die auf mehreren Fernsehsendern in Österreich ausgestrahlt wird. In der Sendung werden aktuelle Kinofilme und DVD-/BluRay-Neuerscheinungen vorgestellt. Hinzu kommen aktuelle Kinocharts und eine „Sneak Preview“, also der Ausblick auf einen kommenden Kinofilm. Auf VIVA Austria läuft die Sendung seit 10. April 2014 mit einem etwas adaptierten Sendungsdesign unter dem Namen VIVA Movie Preview.

## Sendung
Vorgestellt werden aktuelle Kinofilme, wobei das sowohl internationale Produktionen, wie auch europäische oder österreichische Filme umfasst. Die Sendung hat dabei den immer gleichen, standardisierten Aufbau:
- sechs Neuvorstellungen von Kinofilmen (Dauer: je drei Minuten); werden mehr Kinofilme vorgestellt, so teilt sich ein Dreiminutentakt auf in zwei Zeittakte von je 1:30 Minuten Dauer.
- Kinocharts (eine Minute)
- DVD-/BluRay-Tipp (drei Minuten)
- Sneak Preview

Hinzu kommt zumeist ein Gewinnspiel, bei dem DVDs und/oder BluRays verlost werden. Die Besonderheit dieses hoch standardisierten Aufbaus besteht darin, dass die Sender einzelne Beiträge auch in anderen Sendungen nutzen, zum Beispiel W24 in „Guten Abend Wien“. Durch die immer gleiche Länge der Beiträge sind diese so einfach einzuplanen.
Die Sendung konzentriert sich – nach Eigendefinition – rein auf die Vorstellung der Kinofilme. Es gibt somit keine Berichterstattung über Filmvorführungen, keinen Klatsch und Tratsch, dafür jedoch Filminhalte, Interviews mit den relevanten Stars, Making-Of-Szenen etc.
Die Sendung ist nicht im klassischen Sinn moderiert, die Inhalte werden von einer Sprecherin im Off erzählt.